# Соболівський район
Соболі́вський райо́н — колишній район Гайсинської (1923—1925), Уманської (1925—1930) округ.

## Історія
Утворений 7 березня 1923 з частин Соболівської, Мочульської і Красносільської волостей як складова частина Гайсинської округи з центром у Соболівці.
19 листопада 1924:
- приєднані села Завадівка, Красносілка і Чорна Гребля зі складу розформованого Красносільського району.
- село Мала Мочулка перейшло до складу Теплицького району.
- приєднане село Глубочок Ладижинського району.

3 червня 1925 Гайсинська округа розформована, район перейшов до Уманської округи.
Ліквідований 15 вересня 1930 з віднесенням території до складу Теплицького району.